# Фурка (проход)
Проходът Фурка (на немски: Furkapass, на френски: Col de la Furka) е проход в Алпите, който има важно стратегическо значение. Той свързва долините на Рона (басейна на Средиземно море) и Ройс (приток на Аар, в басейна на река Рейн, тоест на Северно море), като в същото време отделя два планински масива: Лепонтинските Алпи от Урийските Алпи. Оттам започват и Бернските Алпи. Той е сравнително висок и се намира на 2429 м, изцяло в Швейцария. Най-близките селища са Глеч (от запад, в кантона Вале) и Реалп (от изток, кантон Ури). През 1982 г. под прохода е прокарана железопътна линия, чийто тунел е дълъг 15,4 км. Той е прокопан на средна височина 2100 м.
Проходът е използван от древността, но се появява в историческите извори със съвременното си име около 1200 г. От ХІV в. придобива голямо значение като връзка между Швейцария и Савойското херцогство. Известно е, че през 1779 г. е бил преминат от Йохан Волфгант Гьоте с трима спътници. Първият път е построен през 1866 г. и трафикът през прохода бързо се увеличава. Известно е, че през 1914 г. са го посетили почти 20 000 души. Някои от тях – като туристи, привлечени от неповторимата панорама към масива Сен Готард и към ледника Рона, който е достъпен от района. През 1926 г. се появява и железопътна линия, заменена по-късно от тунела.
Фурка се смята за един от най-красивите проходи в света. Включван е в различни класации и престижни обиколки. Тук е заснета и една от сцените на филма „Голдфингър“ от поредицата за Джеймс Бонд.